# Synacanthotermes
Synacanthotermes es un género de termitas  perteneciente a la familia Termitidae que tiene las siguientes especies:
1. Synacanthotermes heterodon trilobata
2. Synacanthotermes heterodon
3. Synacanthotermes zanzibarensis